# سان إيسدرو باسكوال أورثكو
بلدة "هيرويكو بويبليو دي باسكوال أوروزكو" هي إحدى بلدات ولاية تشيواوا المكسيكية، وتتبع لبلدية غيريرو، وُلد فيها الثوري باسكوال أوروزكو.
Coordenadas: 28°34′35″N 107°26′37″O (mapa)
| San Isidro Pascual Orozco  | San Isidro Pascual Orozco                   | San Isidro Pascual Orozco                   |
| -------------------------- | ------------------------------------------- | ------------------------------------------- |
| Localidad                  |                                             |                                             |
| الإحداثيات                 | 28°34′35″N 107°26′37″O                      | 28°34′35″N 107°26′37″O                      |
| الكيان                     | المحلية                                     | المحلية                                     |
| البلد                      | المكسيك                                     | المكسيك                                     |
| الولاية                    | تشيهواهوا                                   | تشيهواهوا                                   |
| البلدية                    | غويريرو                                     | غويريرو                                     |
| الارتفاع                   |                                             |                                             |
| المتوسطة                   | 2013 م فوق مستوى سطح البحر                  | 2013 م فوق مستوى سطح البحر                  |
| المناخ                     | شبه جاف معتدل وبارد (BSk - مناخ استبس بارد) | شبه جاف معتدل وبارد (BSk - مناخ استبس بارد) |
| التعداد السكاني (2010)     |                                             |                                             |
| المجموع                    | 1134 نسمة                                   | 1134 نسمة                                   |
| المنطقة الزمنية            | UTC -6                                      | UTC -6                                      |
| رمز البريد                 | 31680                                       | 31680                                       |
| رمز INEGI                  | 080310071                                   | 080310071                                   |
| [editar datos en Wikidata] |                                             |                                             |

Heroico Pueblo de Pascual Orozco es una localidad del estado mexicano de Chihuahua,

## التاريخ
تأسست بلدة سان إيسيدرو في القرن السابع عشر عندما أنشأ المبشرون اليسوعيون مطحنة قمح على ضفاف نهر باسوتشيل، وكانوا ينقلون إليها المياه عبر قنوات تُعرف باسم "كانواس"، وهو اسم بقي مستخدمًا لأحد أشهر الجداول في البلدة. كانت هذه الأراضي من أوائل المناطق المزروعة في حوض نهر بابيغوتشي، وكانت تنقل منها شحنات كبيرة من القمح إلى مستودع تشيواوا، ما عُدّ حينها رمزًا للتقدم والحداثة.
بعد طرد اليسوعيين من جميع الأراضي التابعة للتاج الإسباني، أصبحت المطحنة وأراضيها مملوكة للتاج. وخلال تلك الحقبة، دُمرت أو هجرت عدة بلدات في ولاية تشيواوا الحالية بسبب هجمات قبائل الأباتشي، لكن سكان سان إيسيدرو صمدوا في وجه هذه الكوارث. منذ عام 1744، تم ترسيم أراضي البلدة وتأسيس الأرض الجماعية (ejido) التي استُخدمت بشكل مشترك بين السكان. وظهرت منذ ذلك الحين أسماء عائلات أصبحت معروفة لاحقًا في المنطقة، مثل: ألموينا، أبيتيا، كارافيو، دومينغيث، فرياس، إيرموسيو، ماركيز، أوروزكو، ريّفاس، سوليس، وغيرهم.بموجب مرسوم صدر في 24 نوفمبر 1934، تغير اسم البلدة من "سان إيسيدرو" إلى "أوروزكو" تكريمًا للثائر باسكوال أوروزكو، أحد أبناء البلدة، وفي إطار سياسة تغيير أسماء الأماكن ذات الأصل الديني في تشيواوا. لكن السكان استمروا في استخدام الاسم القديم بشكل غير رسمي، حتى أصبح الاسم الشائع "سان إيسيدرو باسكوال أوروزكو". وفي 16 أغسطس 2013، صدر مرسوم جديد من كونغرس ولاية تشيواوا منح البلدة لقب "البلدة البطلة"، ليصبح اسمها الرسمي: "هيرويكو بويبليو دي باسكوال أوروزكو".

## الموقع وعدد السكان
سان إيسيدرو باسكوال أوروسكو هي حالياً مجتمع صغير يعتمد على الزراعة وتربية المواشي. تقع على بُعد حوالي خمسة كيلومترات شمال شرق مركز بلدية غيريرو، بجوار أحد الجداول التي تصب في نهر بابيغوتشي. إحداثياتها الجغرافية هي 28°34′36″ شمالاً 107°26′37″ غرباً وترتفع 2109 مترًا فوق مستوى سطح البحر. تقع في وادٍ واسع يمر به نهر بابيغوتشي، ويتميز الوادي بمرتفعات صغيرة ومناخ شبه جاف بارد. هذا المناخ يتيح زراعة أشجار الفاكهة، وأهمها التفاح، ما جعل المنطقة مشهورة بإنتاجها.
طرق المواصلات ترتبط البلدة بعدة طرق فرعية تصلها بالطريق السريع رقم 16 في ولاية تشيواوا، سواء باتجاه لا خونتا أو باتجاه مدينة غيريرو. كما تحتوي على محطة قطار تقع على خط السكك الحديدية الواصل بين لا خونتا ومدينة سيوداد خواريث.
وفقًا لتعداد السكان والمساكن لعام 2005 الذي أجراه المعهد الوطني للإحصاء والجغرافيا، يبلغ عدد سكان سان إيسيدرو باسكوال أوروسكو 1134 نسمة، منهم 585 من الذكور و549 من الإناث. وتُعد البلدة قسمًا بلديًا يتبع بلدية غيريرو.
سُميت البلدة بهذا الاسم لأنها مسقط رأس الثوري باسكوال أوروسكو، كما وُلدت فيها العالمة إستير أوروسكو.